# Шагрикян, Арутюн
Арутю́н Шагрикя́н (арм. Հարություն Մկրտիչի Շահրիկյան , 1860 год, город Шапин-Карахисар, вилайет Сивас, Османская империя — 1915, Анкара, Османская империя) — деятель армянского национально-освободительного движения, юрист, автор публикаций на тему Армянского вопроса. Также известен как Нитра (арм. Նիթրա), Атом (арм. Ատոմ).

## Биография
Арутюн Шагрикян родился в Западной Армении, в городе Шапин-Карахисар (Когония), Сивасского вилайета, Османской империи (ныне — провинция Гиресун, Турция).
Oкончил Центральный армянский колледж в Константинополе (Getronagan Armenian High School). Получил высшее образование в Галатасарайском лицее, по специальности юриспруденция. Продолжил обучение в Константинопольском университете.
После окончания учёбы, с 1889 по 1895 год, работал юристом в Трапезундe. В течение своей карьеры был адвокатом многих политических заключенных армян.
«Будущее, состоит , не в "ассимиляции сплава", а в политике единства, или более правильно, в политике плюралистического единства. Сотрите разнообразие в природе, во вселенной, сделайте униформу вселенной, и Вы сотрете красоту природы, её гармонию, её жизнь. Разнообразие в природе, которая, кажется, приводит каждый элемент к разногласиям с другим, фактически, через гармонию, формирует величие вечного движения вселенной.»
Во время Хамидийской резни 1895 года был арестован. Провел в заключении 13 месяцев, после чего, в 1897 году успешно бежал и осел в Батуми, оттуда переехал в Тбилиси. В Тбилиси он продолжает свою профессиональную деятельность в качестве юриста и сотрудничает с Александром Манташевым.
25 июля 1897 года, по поручению партии Дашнакцутюн, выезжает в Сельмас (Персия), для организации Ханасорского похода.
Во время конгрессе восточного подразделением партии Дашнакцутюн, проходившего с 16 по 26 января 1899 года в г. Тбилиси, голосованием, было принято решение утвердить ответственными Шагрикяна и Аветика Саакяна за региональные подразделения города Баку (Восканапат), а также северных регионов России.
В 1905—1906 гг. организатор перевозок боеприпасов на огневые позиции во время Армяно-татарской резни (1905—1906), на средства, собранные армянами Северного Кавказа.
После Младотурецкой революции 1908 года выезжает в Константинополь, где становится депутатом Армянского Национального Собрания от Ускюдарa. А также пишет статьи для газеты «Азатамарт».
В 1915 году был депортирован в район Аяш (Анкару), где после пыток был убит.

## Семья
Дети — три дочери (Айкуи, Арменуи, Вардуи) и два сына (Масис, Атом).
Дед советского философа, социолога и специалиста по истории утопической мысли Виктории Атомовны Чаликовой, прадед Галины Владиленовны Чаликовой, создателя и директора фонда «Подари Жизнь».

## Публикации
- Наше кредо, Константинополь, с 1910 года[11]
- Задачи брака, правовые и дружеские аспекты, Константинополь, с 1912 года[12]
- История упадка Османской империи, Турция, с 1913 года[13]
- Вопрос реформ, Константинополь, с 1914 года[14]
- Национальная конституция, Константинополь, с 1914 года[15]